# Helena Kolody
Helena Kolody (* 12. Oktober 1912 in Cruz Machado, Bundesstaat Paraná, Brasilien; † 15. Februar 2004 in Curitiba, Bundesstaat Paraná, Brasilien) war eine brasilianische Lyrikerin ukrainischer Abstammung. 

## Leben und Wirken
Helena Kolody wurde als Tochter ukrainischer Einwanderer geboren. Bereits im Alter von zwölf Jahren schrieb sie ihre ersten Verse. Ihre allererste Veröffentlichung überhaupt erfolgte 1928 in einem Magazin; 1927 war die Familie nach Curitiba gezogen, wo der Vater einen Laden unterhielt. Sie blieb der Stadt Curitiba zeitlebens verbunden.
Seit 1931 war sie als Lehrerin tätig, 1941 erfolgte dann auch ihre allererste Buchveröffentlichung, der Gedichtband Passagem Interrior. Im selben Jahr begann sie mit dem Verfassen von Haikus; sie gilt als erste Autorin in Brasilien, die Haikus verwendete und diese Form im ganzen Land bekannt machte. 1962 ging sie als Lehrerin in den Ruhestand, um sich fortan komplett ihrer Literatur widmen zu können. 
Sie war Vorbild für später so bekannte Autoren wie Carlos Drummond de Andrade, Cecília Meireles und Paulo Leminski. Insgesamt sind rund dreiundzwanzig Bücher von ihr erschienen, die meisten Lyrik.
Helena Kolody starb am 15. Februar 2004 in Curitiba im Alter von 91 Jahren. 

## Auszeichnungen und Nachwirkung
- 1987 wurde sie zur Ehrenbürgerin von Curitiba ernannt.
- 1988 stiftete der Bundesstaat Paraná einen Lyrikwettbewerb, der ihren Namen trägt.
- 1992 zu ihrem achtzigsten Geburtstag erschien der Dokumentarfilm ihr zu Ehren "A babel de luz" (Ein Babel des Lichts).
- 2003 erhielt sie die Ehrendoktorwürde der Bundesuniversität von Paraná.
- In der Stadt Cambé ist eine Schule nach ihr benannt.

## Werke (Auswahl)
- Paisagem Interrior, Lyrik, 1941.
- Musica Submersa, Lyrik 1945,
- A sombra do Rio, Lyrik, 1951.
- Tempo, 1970, Lyrik.
- Sempre Poesia, Lyrik, 1994.